# 浜厚真駅
浜厚真駅（はまあつまえき）は、北海道（胆振総合振興局）勇払郡厚真町字浜厚真にある北海道旅客鉄道（JR北海道）日高本線の駅。事務管理コードは▲132202。
厚真町唯一の鉄道駅であるが、町中心部からは離れた位置にある。

## 歴史

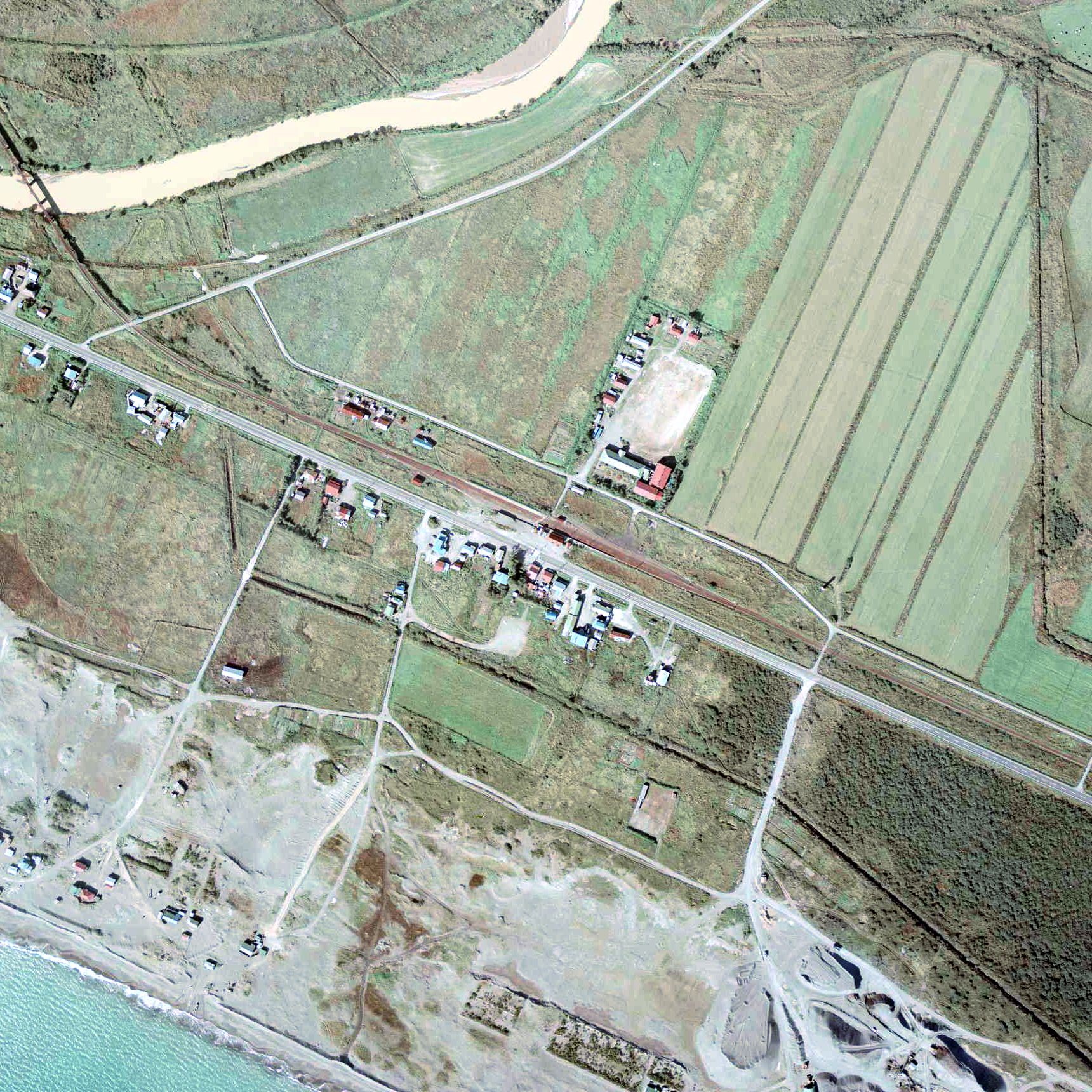
1975年の浜厚真駅と周囲約1キロメートル範囲。右が静内方面。千鳥状の相対式ホーム2面2線と駅表貨物ホーム及び駅裏静内方ストックヤードにそれぞれ引込み線を有している。この後、駅裏側線は貨物取扱廃止に伴い撤去された。また、1983年（昭和58年）時点では、まだ貨物ホーム側側線は残されている。

- 1913年（大正2年）10月1日：苫小牧軽便鉄道の厚真駅（あづまえき）として開業[4]。一般駅[1]。
- 1925年（大正14年）11月15日：浜厚真駅（はまあづまえき）に改称[5]。
- 1927年（昭和2年）8月1日：苫小牧軽便鉄道が国有化により国有鉄道に移管。線路名が日高線に改称され、同線の駅となる。同時に駅名の読みを「はまあつま」に改称。
- 1943年（昭和18年）11月1日：線路名を日高本線に改称、それに伴い同線の駅となる。
- 1972年（昭和47年）10月：苫小牧東部大規模工業基地開発に伴う、掘り込み水路新設に支障するため、北海道知事から国鉄北海道総局に日高本線の付け替え要請。これにより検討された付け替え路線の案では室蘭本線と別れる沼ノ端駅の手前から大きく北に迂回し、当駅の先で現在線と合流するものが検討されており、当駅は廃止となる計画であったが[6]、苫東地区の開発縮小により未成に終わった。
- 1977年（昭和52年）2月1日：貨物・荷物取扱い廃止[7]。同時に出札・改札業務を停止し旅客業務について無人化（乗車券・小荷物は簡易委託化）[8][9]。但し閉塞扱いの運転要員は継続配置[10]。
- 1984年（昭和59年）4月：小荷物取り扱いを廃止。乗車券の発売場所を駅に変更[9]。
- 1986年（昭和61年）
  - 3月：乗車券の簡易委託廃止[9]。
  - 11月1日：電子閉塞の導入により運転要員無人化。
- 1987年（昭和62年）4月1日：国鉄分割民営化によりJR北海道に継承[1]。
- 1987年（昭和62年）：貨車駅舎に改築[11]。

### 駅名の由来
「厚真」の海岸寄りにあるため「浜」を冠した。

## 駅構造
単式ホーム1面1線を有する地上駅。ホームは線路の南側（鵡川方面に向かって右手側、旧1番線）に存在する。転轍機を持たない棒線駅となっている。
かつては相対式ホーム2面2線を有する列車交換可能な交換駅であった。互いのホームは少しずれた位置にあり、駅舎側ホーム中央部分と対向ホーム南側を結んだ構内踏切で連絡した。駅舎側（南側）が上りの1番線、対向側（北側）が下りの2番線となっていた。そのほか1983年（昭和58年）4月時点では1番線の苫小牧方から分岐し駅舎西側のホーム切欠き部分の旧貨物ホームへの側線を1線有していた。交換設備運用廃止後、線路は側線を含め1993年（平成5年）までには撤去された。
苫小牧駅管理の無人駅。駅舎は構内の南側に位置しホームに接している。有人駅時代の駅舎は改築され、車掌車改造のものとなっている。一時期はピンク色に塗装されていたが、2015年に地元の小学生によるアイディアを基にした、波などが描かれた白基調のデザインに塗り替えられている（冒頭画像参照）。

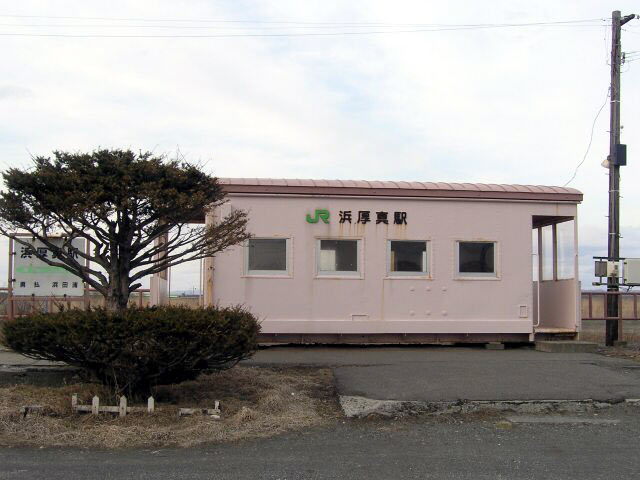
駅舎（2005年4月）
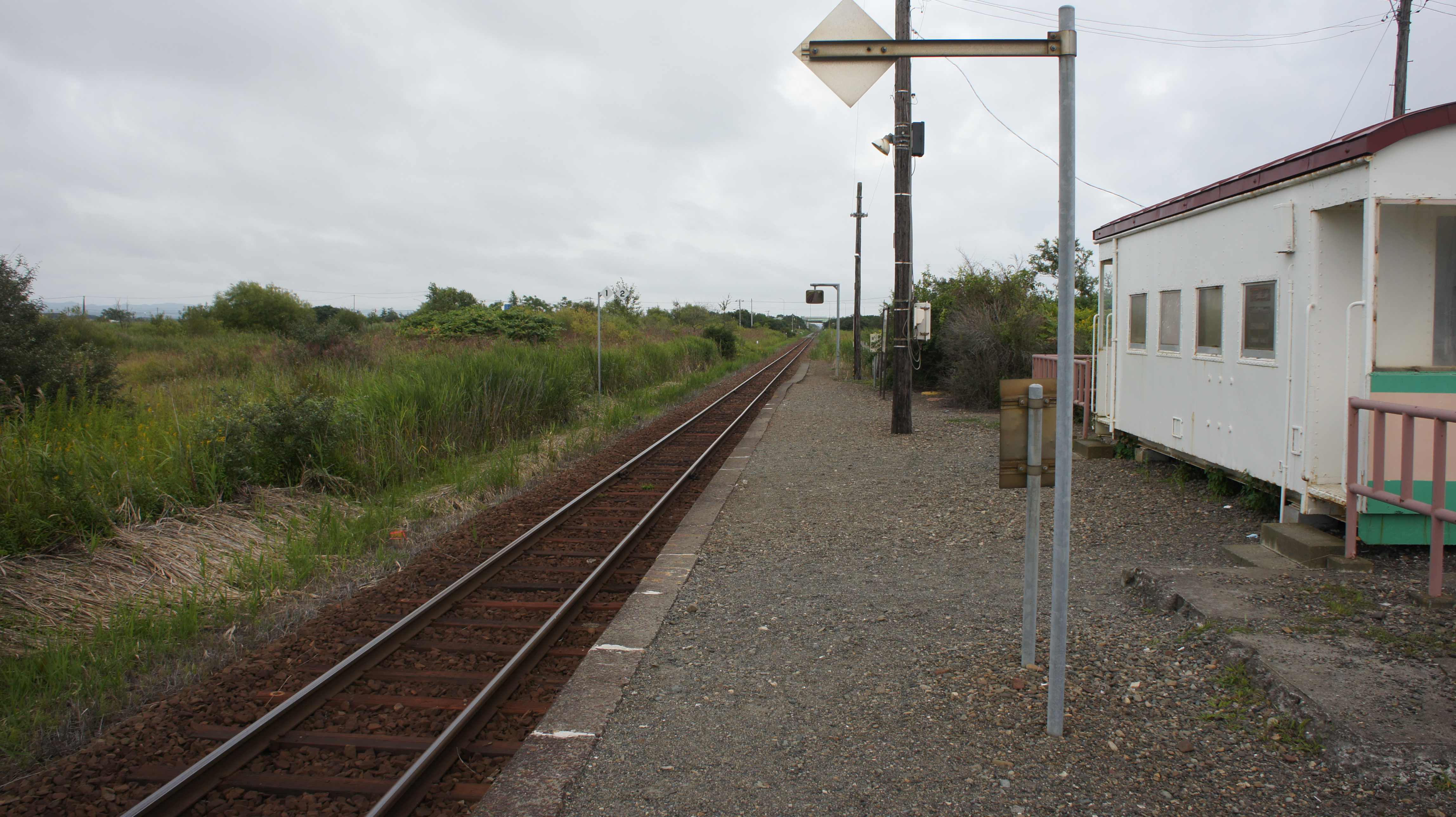
ホーム（2017年8月）
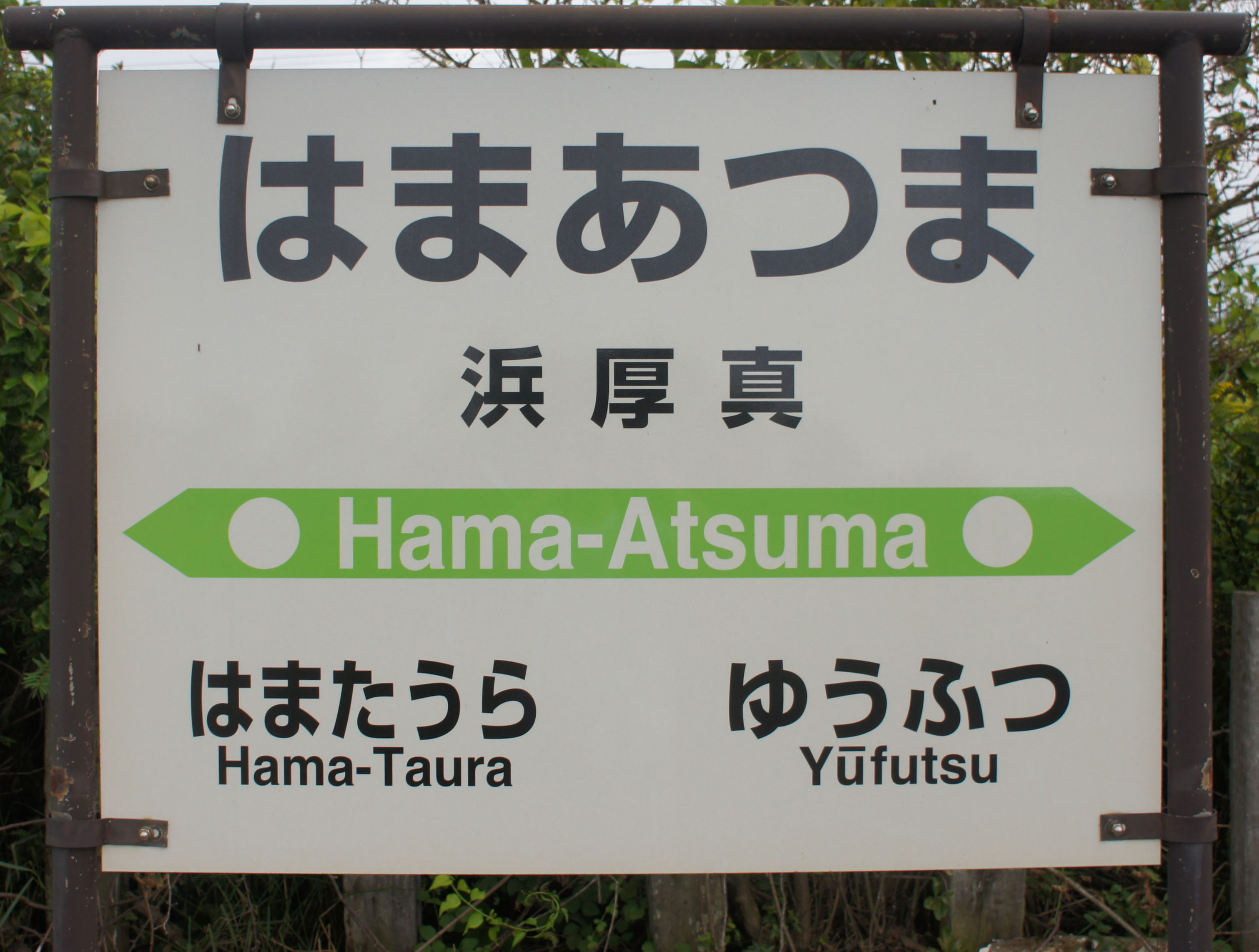
駅名標（2017年8月）

## 利用状況
乗車人員の推移は以下のとおり。年間の値のみ判明している年については、当該年度の日数で除した値を括弧書きで1日平均欄に示す。乗降人員のみが判明している場合は、1/2した値を括弧書きで記した。
また、「JR調査」については、当該の年度を最終年とする過去5年間の各調査日における平均である。
| 年度               | 乗車人員 | 乗車人員 | 乗車人員   | 出典       | 備考                                                                    |
| 年度               | 年間     | 1日平均  | JR調査     | 出典       | 備考                                                                    |
| ------------------ | -------- | -------- | ---------- | ---------- | ----------------------------------------------------------------------- |
| 1949年（昭和24年） | 54,399   | (149.0)  |            | [ 9 ]      |                                                                         |
| 1951年（昭和26年） | 64,429   | (176.5)  |            | [ 9 ]      |                                                                         |
| 1955年（昭和30年） | 47,358   | (129.7)  |            | [ 9 ]      |                                                                         |
| 1957年（昭和32年） | 51,428   | (140.9)  |            | [ 9 ]      |                                                                         |
| 1960年（昭和35年） | 40,232   | (109.9)  |            | [ 9 ]      |                                                                         |
| 1965年（昭和40年） | 39,033   | (106.9)  |            | [ 9 ]      |                                                                         |
| 1970年（昭和45年） | 37,960   | (104.0)  |            | [ 9 ]      |                                                                         |
| 1975年（昭和50年） | 28,020   | (76.8)   |            | [ 9 ]      |                                                                         |
| 1980年（昭和55年） | 10,560   | (28.8)   |            | [ 9 ]      |                                                                         |
| 1992年（平成04年） |          | (17)     |            | [ 15 ]     | 1日乗降客数34人                                                         |
| 2015年（平成27年） |          |          | 「10名超」 | [ JR北 1 ] |                                                                         |
| 2016年（平成28年） |          |          | 20.6       | [ JR北 2 ] |                                                                         |
| 2017年（平成29年） |          |          | 18.8       | [ JR北 3 ] |                                                                         |
| 2018年（平成30年） |          |          | 18.6       | [ JR北 4 ] | 北海道胆振東部地震の影響により、8月末に実施された臨時調査の結果を使用。 |
| 2019年（令和元年） |          |          | 18.2       | [ JR北 5 ] |                                                                         |
| 2020年（令和02年） |          |          | 26.4       | [ JR北 6 ] |                                                                         |
| 2021年（令和03年） |          |          | 25.6       | [ JR北 7 ] |                                                                         |
| 2022年（令和04年） |          |          | 21.4       | [ JR北 8 ] |                                                                         |
| 2023年（令和05年） |          |          | 20.4       | [ JR北 9 ] |                                                                         |

## 駅周辺
苫小牧東部工業地帯が広がる。以前は日高本線と並走していた国道235号線がルート変更されたため、駅周辺はひっそりとしている。
- 北海道道287号厚真浜厚真停車場線
- 国道235号
- 苫小牧港東港区
  - 新日本海フェリー 苫小牧東港周文フェリーターミナル - 駅から約1.6キロメートル、徒歩20分。
  - 苫東厚真発電所
- 厚真川
- 道南バス・あつまバス「浜厚真」停留所 - 国道235号線沿い。
- 浜厚真オフロードパーク

## 隣の駅
北海道旅客鉄道（JR北海道）
日高本線
勇払駅 - 浜厚真駅 - *浜田浦駅 - 鵡川駅
*:打消線は廃駅

#### JR北海道
1. ↑  “極端にご利用の少ない駅（3月26日現在）” (PDF). 平成28年度事業運営の最重点事項.   北海道旅客鉄道. p. 6 (2016年3月28日). 2017年9月25日閲覧。
2. ↑  「駅別乗車人員（2016）」（PDF）『線区データ（当社単独では維持することが困難な線区）(地域交通を持続的に維持するために)』、北海道旅客鉄道、10頁、2017年12月8日。オリジナルの2018年8月17日時点におけるアーカイブ。2018年8月17日閲覧。
3. ↑  「日高線（苫小牧・鵡川間）」（PDF）『線区データ（当社単独では維持することが困難な線区）(地域交通を持続的に維持するために)』、北海道旅客鉄道、3頁、2018年7月2日。オリジナルの2018年8月17日時点におけるアーカイブ。2018年8月17日閲覧。
4. ↑  “日高線（苫小牧・鵡川間）” (PDF). 線区データ（当社単独では維持することが困難な線区）(地域交通を持続的に維持するために).   北海道旅客鉄道. p. 3 (2019年10月18日). 2019年10月18日時点のオリジナルよりアーカイブ。2019年10月18日閲覧。
5. ↑  “日高線（苫小牧・鵡川間）” (PDF). 地域交通を持続的に維持するために > 輸送密度200人以上2,000人未満の線区（「黄色」8線区）.   北海道旅客鉄道. p. 3 (2020年10月30日). 2020年11月2日時点のオリジナルよりアーカイブ。2020年11月4日閲覧。
6. ↑  “駅別乗車人員  特定日調査（平日）に基づく”.   北海道旅客鉄道. 2022年8月3日時点のオリジナルよりアーカイブ。2022年8月14日閲覧。
7. ↑  “駅別乗車人員  特定日調査（平日）に基づく”.   北海道旅客鉄道. 2022年9月3日時点のオリジナルよりアーカイブ。2022年9月3日閲覧。
8. ↑  “駅別乗車人員  特定日調査（平日）に基づく”.   北海道旅客鉄道. 2023年11月10日時点のオリジナルよりアーカイブ。2023年11月10日閲覧。
9. ↑  “駅別乗車人員  特定日調査（平日）に基づく”.   北海道旅客鉄道 (2024年). 2024年9月9日時点のオリジナルよりアーカイブ。2024年9月9日閲覧。